# Сент-Джон (річка)
 Сент-Джон  (англ. Saint John River, фр. Fleuve Saint-Jean) — річка у провінції Нью-Брансвік, Канада і штаті Мен, США, яка є кордоном між канадською провінцією і штатом США. Середньорічний стік 990 м³/с. Сточище 55 000 км².
Річка бере початок в окрузі Сомерсет, Мен та тече через містечка Форт-Кент, Едмундстон, Мадаваска, Ван-Бурен, Сен-Леонард, Ґранд-Фоллс, Гартланд, Вудсток, і міста Фредериктон та Сент-Джон.
На річці розташовані унікальні Зворотні водоспади.
Головні притоки: ліві — Тобік, Натуак, Кеннебекасіс і коротка річка Джемсег, по якій в Сент-Джон потрапляє стік з озера Гранд-Лейк, найбільшого озера провінції Нью-Брансвік;
праві — Аллагаш, Фіш, Арустук, Оромокто.

## Каскад ГЕС
На річці розташовані ГЕС Гранд-Фолс (Сент-Джон), ГЕС Beechwood, ГЕС Mactaquac.
| Річка | Це незавершена стаття про річку. Ви можете допомогти проєкту, виправивши або дописавши її. |

| Прапор США | Це незавершена стаття про Сполучені Штати Америки. Ви можете допомогти проєкту, виправивши або дописавши її. |